# Trương Kim Lương
Trương Kim Lương (tiếng Trung giản thể: 张金良, bính âm Hán ngữ: Zhāng Jīnliáng, sinh tháng 11 năm 1969, người Hán) là doanh nhân, chính trị gia nước Cộng hòa Nhân dân Trung Hoa. Ông là Ủy viên dự khuyết Ủy ban Trung ương Đảng Cộng sản Trung Quốc khóa XX, hiện là Phó Chủ tịch, Đồng sự chấp hành, Phó Bí thư Đảng tổ, Hành trưởng Ngân hàng Xây dựng Trung Quốc. Ông từng là Chủ tịch Ngân hàng Tiết kiệm bưu chính Trung Quốc; Hành trưởng Ngân hàng Quang Đại Trung Quốc.
Trương Kim Lương là đảng viên Đảng Cộng sản Trung Quốc, học vị Cử nhân Kế toán, Tiến sĩ Kinh tế học, CPA, Kế toán sư cấp cao. Ông có sự nghiệp hơn 30 năm ngành tài chính ngân hàng, tham gia hoạt động ở nhiều ngân hàng thương mại quốc hữu khác nhau của Trung Quốc.

## Xuất thân và giáo dục
Trương Kim Lương sinh vào tháng 11 năm 1969 tại huyện Lâm Cù, chuyên khu Xương Duy, nay thuộc địa cấp thị Duy Phường, tỉnh Sơn Đông, Cộng hòa Nhân dân Trung Hoa. Ông lớn lên và tốt nghiệp cao trung ở Lâm Cù, thi cao khảo vào năm 1987 và đỗ Đại học Tài chính Kinh tế Sơn Đông, tới thủ phủ Tế Nam nhập học Trường Kế toán Tài Kinh Sơn Đông – từng là hệ kế toán của Học viện Kinh tế Sơn Đông từ tháng 9 cùng năm, tốt nghiệp Cử nhân Kế toán vào tháng 7 năm 1991. Sau đó, ông theo học các chương trình kế toán và được cấp chứng chỉ Certified Public Accountant (CPA), học cao học, rồi là nghiên cứu sinh sau đại học về kinh tế của Đại học Hạ Môn, trở thành Tiến sĩ Kinh tế học vào tháng 9 năm 1997. Trương Kim Lương được kết nạp Đảng Cộng sản Trung Quốc vào năm 1995 tại trường Hạ Môn.

## Sự nghiệp
Năm 1997, sau 10 năm liền học tập về tài chính, kế toán, kinh tế và trở thành tiến sĩ, Trương Kim Lương được nhận vào Ngân hàng Trung Quốc (BOC), công tác ở bộ phận tài chính kế toán của trụ sở ngân hàng. Sau 6 năm, đến tháng 10 năm 2003, ông được bổ nhiệm làm Phó Giám đốc bộ phận tài chính kế toán, từng được phân công làm Chủ nhiệm Văn phòng thực thi đề án IT của ngân hàng từ tháng 3 năm 2005 đến tháng 2 năm 2007, rồi được thăng chức làm Giám đốc bộ phận quản lý tài vụ trụ sở từ năm 2007. Tháng 11 năm 2009, ông được điều sang thủ đô làm Bí thư Đảng ủy, Hành trưởng BOC Bắc Kinh, giữ chức vụ này trong 5 năm thì trở lại trụ sở làm Ủy viên Đảng ủy, Phó Hành trưởng Ngân hàng Trung Quốc.
Tháng 1 năm 2016, sau gần 20 năm công tác ở Ngân hàng Trung Quốc, Trương Kim Lương được điều tới Công ty cổ phần Tập đoàn Quang Đại Trung Quốc (China Everbright) – xí nghiệp nhà nước kiểm soát bởi Bộ Tài chính và Hối Kim Trung ương phụ trách điều hành ngân hàng, chứng khoán, bảo hiểm, quản lý đầu tư và các dịch vụ tài chính, nhậm chức Đồng sự chấp hành, Ủy viên Đảng ủy, đồng thời kiêm nhiệm là Đồng sự chấp hành, Phó Bí thư Đảng ủy, Hành trưởng Ngân hàng Quang Đại Trung Quốc, một ngân hàng là công ty con của China Everbright từ tháng 8 năm 2016. Đến tháng 8 năm 2018, ông được điều tới Tập đoàn Bưu chính Trung Quốc làm Đồng sự, Tổng giám đốc, Phó Bí thư Đảng tổ, sau đó nửa năm thì phân sang Công ty cổ phần hữu hạn Ngân hàng Tiết kiệm bưu chính Trung Quốc (Postal Savings Bank of China) làm Bí thư Đảng ủy, Chủ tịch ngân hàng này.
Tháng 4 năm 2022, Trương Kim Lương tiếp tục được điều chuyển xí nghiệp công tác, và lần này là Ngân hàng Xây dựng Trung Quốc, nhậm chức Phó Bí thư Đảng ủy, rồi Hành trưởng từ ngày 30 tháng 5, và Phó Chủ tịch, Đồng sự chấp hành, kiêm Ủy viên Ủy ban Phát triển chiến lược, Ủy viên Ủy ban Quản lý rủi ro của ngân hàng này từ tháng 6. Cuối năm này, ông tham gia Đại hội Đảng Cộng sản Trung Quốc lần thứ XX từ đoàn đại biểu tài chính trung ương. Trong quá trình bầu cử tại đại hội, ông được bầu là Ủy viên dự khuyết Ủy ban Trung ương Đảng Cộng sản Trung Quốc khóa XX.